# Crossaster borealis
Crossaster borealis is een zeester uit de familie Solasteridae.
De wetenschappelijke naam van de soort werd in 1906 gepubliceerd door Walter Kenrick Fisher.